# ВК Југ
Ватерполо клуб Југ је ватерполо клуб из Дубровника у Хрватској. Клуб је основан 1923. године. Према броју освојених трофеја је најтрофејнији клуб у Хрватској.
Утакмице игра на базену у Гружу који може да прими 2.500 гледалаца и има покретни кров.

## Историја клуба
Историја клуба почиње оснивањем ватерполо секције у спортском друштву Југ 1923. године. Велике заслуге за то има Руди Реш познати тадашњи пливач и ватерполиста са Сушака, уз помоћ Пере Колића и Тончија Нарделија. У то време на купалишту Данче су организована такмичења у пливању и игрању лоптом, која су дубровачке младиће заинтересовала за пливање и ватерполо. Како се у мору, на купалишту зими није могло играти, на прави почетак требало се још мало причекати.
Југ се родио, тренирао и растао на Данчама, ували испод градског парка Градац, али је своја спортска достигнућа, снагу и вредност од оснивања па до 1961. године када је отворен базен у Гружу, показивао и доказивао у Порту (Градској луци).
Прва ватерполо утакмица је одиграна 28. јуна 1924. године, на порпорели, где су се састале екипе Југа и Пенатура. Резултат је био 3:0 за Југ, за који су наступили. Дробнић, Мерло, Закарија, Реш, Лошило, Деполо и Брајида, који је дао сва три гола.
Већ следеће, 1925. године, у свом првом учешћу на државном првенству играном у Сплиту, Југ осваја прву титулу државног првака. Грушка рива била је мала да прими све Дубровчане који су дошли прославити прву титулу првака у историји дубровачког спорта.
Титула првака државе Југ је освојена у саставу: Динко Фабрис, Анте Закарија, Марко Дабровић, Руди Реш, Ивица Дабровић, Зденко Шапро, Мирко Брајда. Од тада до данас, иако у знатно лошијим условима од својих конкурената, ослањајући се пре свега на играче поникле у властитој средини, Југ је низао успехе. Пуне 33 године, од 1924. године, Југ није изгубио на свом терену. Укупно је 25 пута прославио титулу државног првака, од тога 13 пута узастопно у раздобљу од 1925. до 1937. године.
Осим клупских титула југови играчи су освајали и међународне трофеје. Прву олимпијску сребрену медаљу освојили су као чланови репрезентације Југославије, Ловро Штакула и Владимир Ивковић Салко играјући у првом саставу државне репрезентације на Олимпијским играма у Хелсинкију 1952. Играчи Хрвоје Качић и Матко Госзл су на Европском првенству у Бечу 1950. године освајају бронзану медаљу. На Олимпијским играмау Мелбурну 1956. године Хрвоје Качић и Владо Ивковић освајају сребро, а на Европком првенству у Будимпешти 1958 Перо Катушић и Хрвоје Качић сребрне медаље. Хрвоје Качић је изабран у најбољи тим тог првенства.
Из мора се прелази у слатку воду 1961. отварањем новоизграђеног базена у Гружу 4. јуна 1961. године. Том приликом одржан је међународни турнир на којем је победа припала Југу.
Године 1962. Фране Нонковић и Давор Поковић са репрезентацијом освајају сребро на Европском првенству у Лајпцигу. Лука Везилић један је од најбољих голман Југа на Европском првенству 1977 у Јенчепингу осваја сребро, а 1978. у Берлину на Светском првенству осваја бронзу, и бива проглашен најбољим голманом света.
У репрезентацију која ће 1980. године наступити на Олимпијским играма у Москви селектор Трипун Ћирковић позвао је Лука Везилића и Бошка Лозицу, а тренер репрезентације је Миливој Петковић.
Репрезентација осваја сребрну медаљу.
Први успех у националном купу 1981 остварио је Југ, победивши у две завршне утакмице београдски Партизан.
На Олимпијским играма у Лос Анђелесу 1984. године Горан Сукно, Веселин Ђухо и Божо Вулетић, три Југова репрезентативца постижу највећи успех у историји дубровачког спорта на највећој светској спортској приредби освојивши са државном репрезентацијом титулу олимпијског победника. Горан Сукно и Веселин Ђухо играјући у саставу репрезентације на Светском првенству 1986. године у Шпанији освајају и титулу светских првака. Након победе у драматичном финалу какво се не памти на великим међународним такмичењима над репрезентацијом Италије победнички пехар је примио Горан Сукно, капитен репрезентације. Као капиен репрезентације Веселин Ђухо, 1988. године на Олимпијским играма у Сеулу брани титулу олимпијског победника и осваја злато. То је било такмичење после којег се Ђухо се опростио од репрезентације.
Трећа одлучујућа утакмица полуфинала доигравања за првака са Јадраном из Сплита 1991. године је била последња утакмица која је одиграна под заставом бивше државе. Недуго после те утакмице Хрватски спортски савез доноси одлуку да хрватски спортисти више не учествују у савезним лигама и југословенској репрезентацији.

## Успеси клуба

### Међународни
- Лига шампиона (Куп шампиона/Евролига)

Освајач (4) : 1980/81, 2000/01, 2005/06, 2015/16.
Финалиста (3) : 2006/07, 2007/08, 2012/13.
- Куп Европе

Освајач (2) : 1999/00, 2023/24.
- Суперкуп Европе

Освајач (2) : 2006, 2016.
Финалиста (2) : 1981, 2024.
- Куп победника купова

Финалиста (2) : 1984/85, 1987/88.

### Регионални
- Јадранска лига

Освајач (5) : 2008/09, 2015/16, 2016/17, 2017/18, 2022/23.
Финалиста (8) : 2009/10, 2010/11, 2012/13, 2013/14, 2014/15, 2018/19, 2019/20, 2020/21.

### Национални
- Национално првенство (39)
  - Југославија (22)1

1925, 1926, 1927, 1928, 1929, 1930, 1931, 1932, 1933, 1934, 1935, 1936, 1937, 1940, 1949, 1950, 1951, 1980, 1981, 1981/82, 1982/83, 1984/85.
- - Хрватска (17)

1999/00, 2000/01, 2003/04, 2004/05, 2005/06, 2006/07, 2008/09, 2009/10, 2010/11, 2011/12, 2012/13, 2015/16, 2016/17, 2017/18, 2018(19, 2019/20, 2021/22.
- Национални куп (18)
  - Југославија (2)

1981, 1983.
- - Хрватска (16)

1994, 1996, 2000, 2002, 2003, 2004, 2006, 2007, 2008, 2009, 2016, 2017, 2018, 2019, 2022, 2023.
Година 2006. је историјска година „Југових“ успеха: освојена су сва четири могућа трофеја, у домаћим и међународним такмичењима, Првенство 2005/06., Куп 2006., Евролига 2005/06. и Европски Суперкуп 2006, док је у сезони 2015/16. поновљен тај резултат с тим што је уз првенство и куп Хрватске, те лигу шампиона освојена и регионална лига.
1 У првенству 1951. првак је постао Југ, са три бода више од Морнара. Ипак, три месеца касније скупштина Пливачког савеза Југославије у Загребу поништила је утакмицу Југ-Морнар, у којој је резултат био 1:0 за Југ. Као разлог за такву одлуку наведено је да је Југ „задржавао игру против правила“, јер у то време није било мерења напада. Званично се првенство завршило без првака, али Југ га ипак рачуна као седамнаесту титулу.

## Тренутни састав
Од 12. септембра 2012.
| Број | Држава                    | Играч             | Позиција    |
| ---- | ------------------------- | ----------------- | ----------- |
| 1    | Хрватска                  | Марко Бијач       | голман      |
| 2    | Хрватска                  | Тихомил Врањеш    | крило       |
| 3    | Хрватска                  | Михо Бошковић     | крило       |
| 4    | Црна Гора                 | Никола Јановић    | леви спољни |
| 5    | Хрватска                  | Маро Јоковић      | десно крило |
| 6    | Сједињене Америчке Државе | Тони Азеведо      |             |
| 7    | Хрватска                  | Паво Марковић     | лева страна |
| 8    | Хрватска                  | Андро Бушље       | бек         |
| 9    | Хрватска                  | Франо Карач       | лево крило  |
| 10   | Хрватска                  | Никша Добуд       | центар      |
| 11   | Црна Гора                 | Александар Ивовић | бек         |
| 12   | Хрватска                  | Марко Мацан       | бек         |
| 13   | Хрватска                  | Мирко Нижић       | голман      |

Тренер :  Веселин Ђухо

## Познати играчи и тренери

### Играчи
| - Хрвоје Качић - Ловро Штакула - Лука Цигановић - Антонио Милат - Слободан Трифуновић | - Ђуро Савиновић - Луко Везилић - Бошко Лозица - Божо Вулетић - Веселин Ђухо | - Горан Сукно - Огњен Кржић - Елвис Фатовић - Тамас Молнар - Ален Бошковић |

### Тренери
- Веселин Ђухо
- Емил Николић